# Grotta Palombara
Grotta Palombara este o arie protejată (arie specială de conservare — SAC, sit de importanță comunitară — SCI) din Italia întinsă pe o suprafață de 61 ha, integral pe uscat.

## Localizare
Centrul sitului Grotta Palombara este situat la coordonatele 37°06′19″N 15°11′52″E / 37.105143°N 15.197752°E.

## Înființare
Situl Grotta Palombara a fost declarat sit de importanță comunitară în septembrie 1995 pentru a proteja 12 specii de animale. Situl a fost protejat și ca arie specială de conservare în decembrie 2017.

## Biodiversitate
Situată în ecoregiunea mediteraneană, aria protejată conține 5 habitate naturale: Pseudostepă cu ierburi și specii anuale de Thero-Brachypodietea, Tufărișuri termo-mediteraneene și de pre-deșert, Iazuri temporare mediteraneene, Peșteri inaccesibile publicului, Sarcopoterium spinosum phryganas.
La baza desemnării sitului se află mai multe specii protejate:
- păsări (7): ciuf de câmp (Asio flammeus), pasărea ogorului (Burhinus oedicnemus), ciocârlie-cu-degete-scurte (Calandrella brachydactyla), erete de stuf (Circus aeruginosus), erete alb (Circus macrourus), șoim călător (Falco peregrinus), acvilă pitică (Hieraaetus pennatus)
- mamifere (4): liliac cu aripi lungi (Miniopterus schreibersii), liliac comun (Myotis myotis), liliacul mediteranean cu potcoavă (Rhinolophus euryale), liliacul mare cu potcoavă (Rhinolophus ferrumequinum)
- reptile (1): elaphe situla (Zamenis situla)

Pe lângă speciile protejate, pe teritoriul sitului au mai fost identificate 9 specii de plante, 1 specie de amfibieni, 2 specii de mamifere, 57 de specii de nevertebrate, 5 specii de reptile.